# Szarifzian Kazanbajew
Szarifzian Gabdurachmanowicz Kazanbajew (ros. Шарифзян Габдурахманович Казанбаев, ur. 1916 we wsi Saraszy obecnie w rejonie bardymskim w Kraju Permskim, zm. 1 kwietnia 1944 we wsi Ciocîlteni w rejonie Orgiejów w Mołdawii) – radziecki wojskowy, starszyna, uhonorowany pośmiertnie tytułem Bohatera Związku Radzieckiego (1944).

## Życiorys
Urodził się w tatarskiej rodzinie chłopskiej. Po skończeniu 7 klas wyjechał do Swierdłowska (obecnie Jekaterynburg), gdzie został drogomistrzem, później pracował w rodzinnej wsi. W 1938 został powołany do Armii Czerwonej, od 1941 uczestniczył w wojnie z Niemcami, walczył na Froncie Woroneskim, Północno-Zachodnim, Stepowym i 2 Ukraińskim. W 1944 jako dowódca oddziału plutonu 14 gwardyjskiego pułku powietrznodesantowego 6 Gwardyjskiej Dywizji Powietrznodesantowej 4 Gwardyjskiej Armii w stopniu starszyny brał udział w walkach w Mołdawii. 31 marca 1944 wraz z oddziałem odpierał kontrataki przeważających sił wroga we wsi Ciocîlteni. Gdy wróg przedarł się na obrzeża wsi i sytuacja się pogorszyła, szef sztabu przydzielił Kazanbajewowi zadanie uratowania sztandaru pułku. Gdy Kazanbajew zakopywał sztandar w ziemi, został ciężko ranny i wkrótce zmarł. 13 września 1944 pośmiertnie nadano mu tytuł Bohatera Związku Radzieckiego i Order Lenina. 

## Upamiętnienie
W jego rodzinnej wsi jego imieniem nazwano ulicę i szkołę oraz postawiono poświęcony mu obelisk.